# Phuphkalan
Phuphkalan (o Phup Kalan) è una suddivisione dell'India, classificata come nagar panchayat, di 10.245 abitanti, situata nel distretto di Bhind, nello stato federato del Madhya Pradesh. In base al numero di abitanti la città rientra nella classe IV (da 10.000 a 19.999 persone).

## Geografia fisica
La città è situata a 26° 38' 51 N e 78° 53' 8 E e ha un'altitudine di 139 m s.l.m..

## Società

### Evoluzione demografica
Al censimento del 2001 la popolazione di Phuphkalan assommava a 10.245 persone, delle quali 5.602 maschi e 4.643 femmine. I bambini di età inferiore o uguale ai sei anni assommavano a 1.737, dei quali 948 maschi e 789 femmine. Infine, coloro che erano in grado di saper almeno leggere e scrivere erano 6.218, dei quali 3.907 maschi e 2.311 femmine.